# 후다이 수문

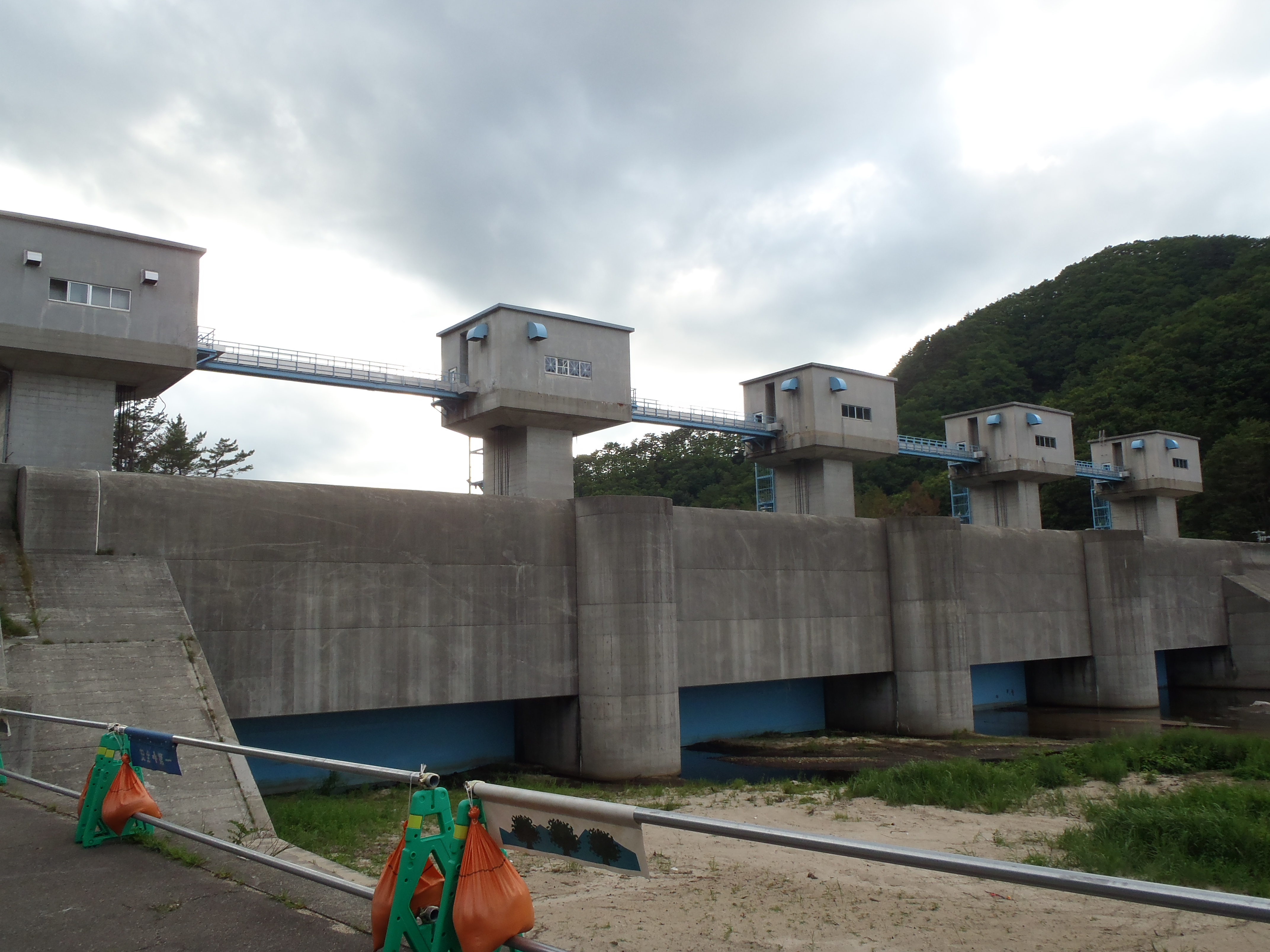
바다 쪽에서 촬영한 후다이 수문 (2011년 8월 4일)

후다이 수문(일본어: 普代水門 후다이스이몬[*])은 일본 이와테현 시모헤이군 후다이촌에 있는 콘크리트 수문이다.
보다이강 하구에서 약 300m에 위치하고 있다. 높이는 15.5미터이며 폭은 205미터다.

## 역사
1896년 메이지 산리쿠 지진, 1933년 쇼와 산리쿠 지진 등으로 인해 많은 사상자를 냈었던 역사가 있기에, 해일로부터 주민을 지키는 방벽 설치를 검토했으며, 후다이 수문은 1984년에 완성했다. 오타나베 방조제와 같이 이와테현의 사업으로서, 나라와 이와테현의 부담하에 행해졌다.
또 15.5미터라는 높이는, 계획할 당시에 너무 높다고 비난을 받았지만 당시의 촌장인 와무라 고토쿠가 15미터 이상으로 해야한다며 양보하지 않았다. 촌장은 메이지 시대에 15미터 파도가 왔다는 이야기를 염두하고 있었기 때문이다.

### 동일본 대지진

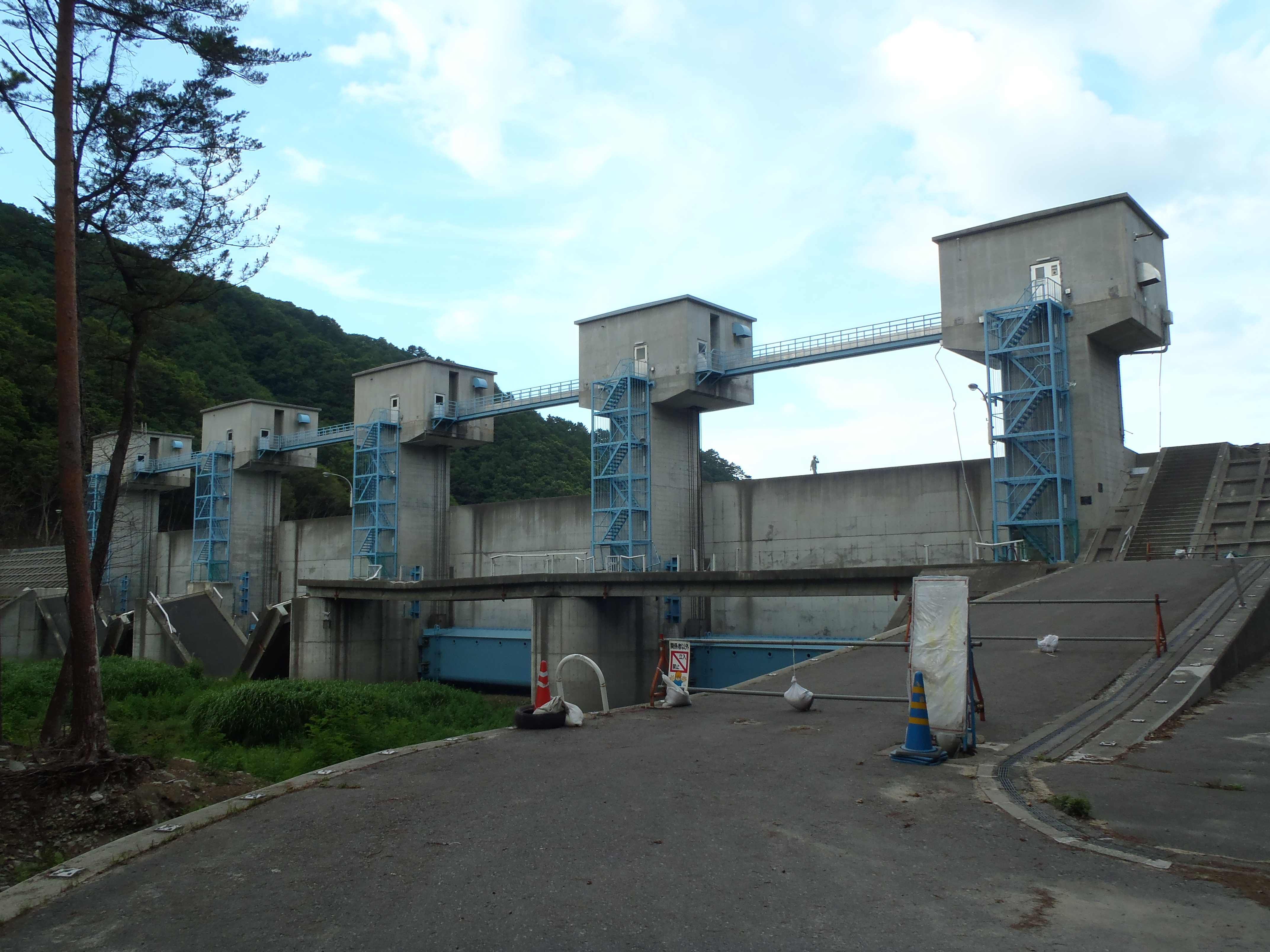
수문 안쪽에서 촬영한 후다이 수문으로, 관리용 다리가 파손된 것을 보인다. (2011년 8월 4일)

2011년 3월 11일 동일본 대지진 발생 후, 원격 조작으로 폐문하였지만, 도중에 정전되어 일부를 구지 소방서 후다이 분서의 소방관들이 수동으로 조작하여 해일이 도착하기 전에 수문을 폐쇄했다. 그 후 쓰나미가 도달하였지만 수문을 2미터 정도 넘었다. 하지만 수문 자체는 파괴되지 않았으며 쓰나미는 수문으로부터 수백 미터 상류 부근에서 정지했다. 일부 다리가 파손되었지만, 부근의 초중학교나 주택등에 침수의 피해는 없었다.
후다이촌은 후다이 수문과 오타나베 방조제가 주택지까지의 쓰나미가 가는 것을 막았기 때문에, 후다이촌의 지진의 인적 피해는, 배를 보기 위해 방조제 밖에 나온 행방불명자 1명만으로, 사망자는 물론 재해민가도 없었다.